# Döbereiners lampe
Döbereiner's Lampe er en lighter der blev opfundet i 1823 af den tyske kemiker Johann Wolfgang Döbereiner. Lighteren var baseret på Fürstenberger lighteren og var i produktion indtil ca. 1880. I beholderen reagerer zink med svovlsyre, og producerer hydrogen. Når ventilen bliver åbnet, vælder en strøm af hydrogen frem, og går i brand. Antændingen bliver katalyseret af platin.
Eksemplarer af lighteren bliver udstillet på Deutsches Museum og i det gamle apotek på Heidelberg slot.